# 千輪浩
千輪 浩（ちわ ひろし、1891年6月29日 - 1978年8月13日）は、日本の心理学者、東京大学名誉教授。
旧制第六高等学校、東京帝国大学文学部哲学科心理学専攻卒業。1926年東京帝大助教授、のち教授、1952年定年退官。1965年 日本心理学会名誉会員。

## 著書
- 疲労と練習 心理学研究会出版部、1917
- 女性心理 右文館、1921
- 現代心理学 東海書房、1948

## 翻訳
- 社会的勢力 D.カートライト編 誠信書房 1962

## 論文
- 「職業適任者研究の心理学的方法に就て 上下」 『心理研究』 第13巻 4冊 (通巻 76号) - 5冊 (通巻 77号 1918)
- 「女性の精神的特徴の一考察 上中下」 『心理研究』 第 19巻 (通巻 111号 1921) - 第20巻 (通巻 115号 1921)
- 「継時的刺激用新瞬間露出器」 『日本心理学雑誌』 第 1巻 1号 (1925)
- 「作業能発展中の心理学的段階」 『心理研究』 第1巻 6輯 (1925)
- 「作用の心理学的性質」 『心理学論文集』 第II輯 (1929)
- 「作用態の様態と定現的様相」 『心理学論文集』 第 III輯 (1931)
- 「練習効果の心理学的研究-知覚、認知過程の様相変化にもとづく実験研究」 『松本亦太郎博士在職25年記念 心理学及芸術の研究 上巻』 改造社 (1931)
- 「個性研究法に対する基本的な問題」 『心理学研究』 第6巻 5輯 (1931)
- 「現代心理学に於ける新精神物理学の側面研究」 『科学』 第6巻 1号 (1936)
- 「心理学の現代的問題としての新精神物理学」 『哲学雑誌』 第51巻 592号 (1936)
- 「最近の動物の行動研究に於いて心理学的に興味ある二三の方面」 『動物心理』 第2巻 3号 (1936)
- 「心理学的世界像への一歩」 『科学』 第7巻 5号 「特輯・自然科学的世界像」 (1937)
- 「現実場面と経験効果との関連について」 『日本諸学振興委員会研究報告』 第二輯 (1937)
- 「人間の心理学的素描」 理想社出版部編 『人間学講座 2. 人間の哲学的考察』 理想社 (1938)
- 「心理学当面の問題二三」 『理想』 第99号 「特集・現代の心理学」 (1939)
- 「学習の科学的法則とその適用」 『松本博士喜寿記念 心理学新研究』 岩波書店 (1943)
- 「ゲシタルト心理学」 日本應用心理学会編 　『心理学講座 1. 現代心理学』 中山書店 (1953)

## 記念論集
- 心理学論集 千輪浩先生古稀記念 誠信書房 1965